# Hedyosmum grisebachii
Hedyosmum grisebachii är en tvåhjärtbladig växtart som beskrevs av Hermann Maximilian Carl Ludwig Friedrich zu Solms-Laubach. Hedyosmum grisebachii ingår i släktet Hedyosmum och familjen Chloranthaceae. Inga underarter finns listade i Catalogue of Life.